# جوستين أندرسون (كرة سلة)
جوستين أندرسون (بالإنجليزية: Justin Anderson)‏ مواليد 19 نوفمبر 1993 في مونتروس، هو لاعب كرة سلة محترف أمريكي بدأ مسيرته الاحترافية في سنة 2015 حيث تم اختياره من قبل فريق دالاس مافيريكس خلال الدرافت، يلعب مع فريق دالاس مافيريكس في الرابطة الوطنية لكرة السلة ويحمل الرقم 1. يبلغ طوله 6 قدم 6 بوصة (2.0 م).

## إحصائيات المسيرة

### الموسم الاعتيادي
| السنة   | الفريق         | لعب | بدأ | دقيقة | ميداني% | ثلاثية | حرة  | ارتداد | صنع | استلاب | تصدي | نقطة |
| ------- | -------------- | --- | --- | ----- | ------- | ------ | ---- | ------ | --- | ------ | ---- | ---- |
| 2015–16 | دالاس مافيريكس | 55  | 9   | 11.8  | .406    | .265   | .800 | 2.4    | .5  | .3     | .5   | 3.8  |
| المسيرة |                | 55  | 9   | 11.8  | .406    | .265   | .800 | 2.4    | .5  | .3     | .5   | 3.8  |

### التصفيات
| السنة   | الفريق         | لعب | بدأ | دقيقة | ميداني% | ثلاثية | حرة  | ارتداد | صنع | استلاب | تصدي | نقطة |
| ------- | -------------- | --- | --- | ----- | ------- | ------ | ---- | ------ | --- | ------ | ---- | ---- |
| 2016    | دالاس مافيريكس | 5   | 1   | 19.0  | .459    | .333   | .643 | 4.0    | 1.4 | .8     | .6   | 9.4  |
| المسيرة |                | 5   | 1   | 19.0  | .459    | .333   | .643 | 4.0    | 1.4 | .8     | .6   | 9.4  |

## روابط خارجية
- جوستين أندرسون على موقع الاتحاد الدولي لكرة السلة (الإنجليزية)
- جوستين أندرسون على موقع إن بي أي (الإنجليزية)
- جوستين أندرسون على موقع سبورتس رفرنس (الإنجليزية)
- جوستين أندرسون على موقع كرة السلة الأوروبية.كوم (الإنجليزية)
- جوستين أندرسون على موقع إي إس بي إن.كوم (الإنجليزية)
- جوستين أندرسون على موقع كلية كرة السلة في سبورتس رفرنس.كوم (الإنجليزية)
- جوستين أندرسون على موقع ريلجم (الإنجليزية)
- جوستين أندرسون على موقع بروبوليرز (الإنجليزية)
- جوستين أندرسون على موقع سبورتس رفرنس (الإنجليزية)